# 高岡スポーツコア
座標: 北緯36度43分13.6秒 東経137度0分38.9秒 / 北緯36.720444度 東経137.010806度
高岡スポーツコア（たかおかスポーツコア、Takaoka Sports Core）は、富山県高岡市二塚にある総合運動施設。

## 概要
富山県で開催された全国高等学校総合体育大会と、高岡市民の「生涯スポーツ活動」「健康作り」のため、1994年（平成6年）5月にテニスコート、サッカー・ラグビー場、芝生広場が整備された。なお、総合体育館を整備できる敷地が用意されているが、整備計画は三協アルミニウム工業（現・三協立山）の企業立体育館である三協アルミスポーツセンターを市営移管したことで事実上消滅しており、多目的広場として供用されている。
2020年東京オリンピックの聖火リレーでセレブレーション会場となった。

## 施設

### サッカー・ラグビー場
「高岡市サッカー・ラグビー場」とも称する。
天然芝ピッチ1面を有する球技場で、競技場面積は13,552平方メートル。2000人収容のメインスタンドと1000人収容のバックスタンドを備える。
カターレ富山として統合前の北陸電力サッカー部アローズ北陸及びYKK APサッカー部がホームゲームを開催しているほか、天皇杯 JFA 全日本サッカー選手権大会1回戦の会場として使用されることがある。Jリーグの開催歴はないが、1995年4月16日にJサテライトリーグの横浜フリューゲルス対名古屋グランパスの試合が行われたことがある。
2025年春には、芝生を人工芝に張り替えるリニューアルを実施し、同年3月16日に落成式と記念イベントが挙行された。

### テニスコート
全天候型のテニスコート（ソフト・硬式兼用）16面を備え、総面積は11,266平方メートル。2000人収容の観客席（メインスタンド1,200名、サブスタンド800名）を有する。

### その他
- 芝生広場（様々な球技や運動に対応）
- 総合体育館（未着工、現在は予定地を多目的広場として供用中）
- ジョギングコース

## 利用情報
- 利用期間：2月16日から12月15日まで
- 利用時間：9時から21時まで（ただし、2月と12月は17時まで）
- 休業日：火曜日（火曜日が休日の場合は次の平日）

## 交通アクセス
鉄道
- 北陸新幹線・城端線新高岡駅から徒歩10分。

バス
- JR・あいの風とやま鉄道高岡駅南口バスターミナル1番乗り場より加越能バスで約10～15分。
  - 「小牧堰堤」、「庄川町」、「戸出団地経由砺波総合病院」、「高岡法科大学」高岡スポーツコアバス停からすぐ
  - 「済生会病院」、「済生会病院経由中田町」済生会病院バス停から徒歩5分